# 阿洛伊斯 (內布拉斯加州)
阿洛伊斯（英語：Aloys）是位於美國內布拉斯加州卡明縣的非建制地區。

## 歷史
阿洛伊斯的郵局於1895年設立，其後於1902年停運。

## 地理
阿洛伊斯所處的海拔為高於海平面451米（即1480英呎），而該地所採用的時區為UTC-6，即北美中部时区（CST）。同時該地設有夏令時間，為UTC-6調快一小時，即UTC-5（CDT）。